# Puchar Beskidów 1984
Puchar Beskidów 1984 – dwudziesta trzecia edycja pucharu. Odbył się on w dniach 20–22 stycznia w Szczyrku. Była to trzecia edycja nie będąca organizowana przez Międzynarodową Federację Narciarską.
W pierwszym konkursie indywidualnym triumfował Piotr Fijas wyprzedzając o ponad jedenaście punktów drugiego Węgra László Fischera. Skład podium zawodów uzupełnił będący drugi w poprzednim konkursie Janusz Malik.
W drugim konkursie zwycięstwo ponownie odniósł Piotr Fijas z niespełna dwupunktową przewagą nad Januszem Malikiem. Trzecie miejsce zajął triumfator młodszy brat triumfatora – Tadeusz Fijas. Na kolejnych pozycjach plasowali się Węgier László Fischer, reprezentant Niemiec Wschodnich Andreas Auerswald, a także Bogdan Zwijacz.
W klasyfikacji końcowej turnieju triumfował Piotr Fijas. Na kolejnych pozycjach sklasyfikowani zostali László Fischer oraz Janusz Malik. Obrońca tytułu Tadeusz Fijas w końcowej tabeli zajął miejsce czwarte.

## Terminarz
Na podstawie danych
| Lp. | Data             | Miejscowość | Skocznia | Uwagi | 1. miejsce  | 2. miejsce     | 3. miejsce    |
| --- | ---------------- | ----------- | -------- | ----- | ----------- | -------------- | ------------- |
| 1.  | 20 stycznia 1984 | Szczyrk     | Skalite  | –     | Piotr Fijas | László Fischer | Janusz Malik  |
| 2.  | 22 stycznia 1984 | Szczyrk     | Skalite  | –     | Piotr Fijas | Janusz Malik   | Tadeusz Fijas |

## Wyniki zawodów
| Msc.  | Zawodnik                | Kraj | I seria | II seria | Punkty |
| ----- | ----------------------- | ---- | ------- | -------- | ------ |
| 1.    | Piotr Fijas             | POL  | 80,0 m  | 77,0 m   | 202,9  |
| 2.    | László Fischer          | HUN  | 75,0 m  | 77,0 m   | 191,4  |
| 3.    | Janusz Malik            | POL  | 76,5 m  | 72,5 m   | 186,4  |
| 4.    | Tadeusz Fijas           | POL  | 72,0 m  | 75,0 m   | 183,9  |
| 5.    | Andreas Auerswald       | DDR  | 72,0 m  | 72,5 m   | 177,4  |
| 6.    | Jan Łoniewski           | POL  | 71,0 m  | 73,5 m   | 176,1  |
| 7.    | Zenon Węgrzynkiewicz    | POL  | ? m     | ? m      | 174,3  |
| 8.    | bd.                     | bd.  | bd.     | bd.      | bd.    |
| 9.    | Jarosław Węgrzynkiewicz | POL  | ? m     | ? m      | 171,3  |
| . . . |                         |      |         |          |        |

| Msc.  | Zawodnik             | Kraj | I seria | II seria | Punkty |
| ----- | -------------------- | ---- | ------- | -------- | ------ |
| 1.    | Piotr Fijas          | POL  | 82,5 m  | 80,5 m   | 212,0  |
| 2.    | Janusz Malik         | POL  | 82,0 m  | 80,0 m   | 210,4  |
| 3.    | Tadeusz Fijas        | POL  | 83,5 m  | 78,0 m   | 209,4  |
| 4.    | László Fischer       | HUN  | 82,0 m  | 79,5 m   | 208,6  |
| 5.    | Andreas Auerswald    | DDR  | 84,0 m  | 75,5 m   | 206,4  |
| 6.    | Bogdan Zwijacz       | POL  | 81,5 m  | 74,5 m   | 200,8  |
| ...   |                      |      |         |          |        |
| bd.   | Zenon Węgrzynkiewicz | POL  | ? m     | ? m      | 187,8  |
| . . . |                      |      |         |          |        |

## Klasyfikacja generalna
| Pozycja | Zawodnik                | Reprezentacja | Punkty zdobyte w konkursach | Punkty zdobyte w konkursach | Punkty zdobyte w konkursach | Punkty zdobyte w konkursach | Suma punktów | Strata |
| Pozycja | Zawodnik                | Reprezentacja | 23.02.                      | 23.02.                      | 24.02.                      | 24.02.                      | Suma punktów | Strata |
| ------- | ----------------------- | ------------- | --------------------------- | --------------------------- | --------------------------- | --------------------------- | ------------ | ------ |
| 01 !    | Piotr Fijas             | Polska        | 202,9                       | 1.                          | 212,0                       | 1.                          | 414,9        | –      |
| 02 !    | László Fischer          | Węgry         | 191,4                       | 2.                          | 208,6                       | 4.                          | 400,0        | -14,9  |
| 03 !    | Janusz Malik            | Polska        | 186,4                       | 3.                          | 210,4                       | 2.                          | 396,8        | -18,1  |
| 4.      | Tadeusz Fijas           | Polska        | 183,9                       | 4.                          | 209,4                       | 3.                          | 393,3        | -21,6  |
| 5.      | Andreas Auerswald       | NRD           | 177,4                       | 5.                          | 206,4                       | 5.                          | 383,8        | -31,1  |
| 6.      | Zenon Węgrzynkiewicz    | Polska        | 174,3                       | 7.                          | 187,8                       | ?                           | 362,1        | -52,8  |
| ...     |                         |               |                             |                             |                             |                             |              |        |
| bd.     | Bogdan Zwijacz          | Polska        | 200,8                       | 6.                          | ?                           | bd.                         | bd.          | bd.    |
| bd.     | Jan Łoniewski           | Polska        | 176,1                       | 6.                          | ?                           | bd.                         | bd.          | bd.    |
| bd.     | Jarosław Węgrzynkiewicz | Polska        | 171,3                       | 9.                          | ?                           | bd.                         | bd.          | bd.    |